# Zuzanna Janin
Zuzanna Janin (ur. 1961 w Warszawie) – polska artystka sztuk wizualnych. Rzeźbiarka, twórczyni instalacji, działań performatywnych, obiektów, fotografii i instalacji wideo. Absolwentka ASP w Warszawie w 1987. Stypendium naukowo-artystyczne w ECAV w Sierre (Szwajcaria) w 2004. Doktorat z zakresu Sztuk Pięknych (UAP w Poznaniu) w 2016. Habilitacja w dziedzinie sztuki (ASP Gdańsk) w 2020.

## Rodzina i życie prywatne
Zuzanna Janin (Baranowska, Bałka) z domu Antoszkiewicz. Jej prababka Natalia Rosińska założyła szkołę polską dla kobiet na Smolnej w Warszawie w 1900 (działała do 1920, upaństwowiona i włączona do tzw. „szkoły pani Piłsudskiej”, późniejsze LO Żmichowskiej w Warszawie). Jej babcia Józefina Aniela Egiersdorff była jedną z pierwszych studentek wydziału filozofii na Uniwersytecie Warszawskim (1918–1922). Jej matka Maria Anto była absolwentką ASP w Warszawie i artystką malarką. Jej dziadek Tadeusz Czarnecki (ps. Uszycki, ranny 13 września 1944) brał udział w powstaniu warszawskim, podobnie jak wuj Konstanty Paprocki (ps. Lech) i kuzyn Wojciech Kloss (ps. Junak, poległ 5 sierpnia). Dzieci: Melania Baranowska i Ignacy Bałka. Artystka prywatnie nosiła także nazwisko Baranowska-Bałka w czasie drugiego małżeństwa (1990–2018) z artystą Mirosławem Bałką. Od 2018 roku Janin jest członkinią grupy „Surwiwalki” zrzeszającej kobiety doświadczone przemocą domową, działającą przy Centrum Praw Kobiet w Warszawie.

## Młodość
W latach 1970–1975 uczennica Szkoły Baletowej w Warszawie. Jako nastolatka grała w filmach młodzieżowych Szaleństwo Majki Skowron, Mysz oraz jako uczennica szkoły baletowej tańczyła solową partię Klary w Dziadku do orzechów oraz dziecięce partie w Don Kichocie i Jeziorze łabędzim.

## Twórczość artystyczna
Debiutowała w 1990 Galerii Dziekanka w Warszawie (pod nazwiskiem Zuzanna Baranowska, którego używała od 1990 do 1992, a od 1992 występuje pod nazwiskiem artystycznym Zuzanna Janin). Zajmuje się tematyką miejsca (przestrzenne instalacje Pokrowce), pamięci (projekt Memory) i czasu (nakładane fotografie z serii Idź za mną, zmień mnie, już czas). Jest autorką „rysowanych w przestrzeni” rzeźb z drutu i waty cukrowej (rzeźby Słodka dziewczyna, Słodki chłopak) oraz wideo-instalacji Walka, w której walczy na ringu w sfingowanej walce z zawodowym bokserem. W 2003 stworzyła projekt Widziałam swoją śmierć. (Praca dedykowana była zmarłemu dziecku artystki). Jest twórczynią fikcyjnej telewizji o sztuce studio telewiZyJne: prowadziła Art Talk Show z ludźmi sztuki (2004–2007).
W 2005 roku powołała Fundację Lokal Sztuki promującą sztukę współczesną. Fundacja prowadzi dwa miejsca sztuki: warszawską niezależną galerię sztuki współczesnej lokal 30, w latach 2003–2012 znajdującą się w dawnej pracowni artystki na ulicy Foksal, a obecnie w nowej siedzibie na ulicy Wilczej i tymczasową (2009–2010), filię londyńską: lokal_30_warszawa_london project (wraz z Agnieszką Rayzacher).
W 2009 roku stworzyła pierwsze odcinki projektu Majka z filmu”/„Majka from the Movie, na bazie serialu z 1976 roku, Szaleństwo Majki Skowron, w którym zagrała główną rolę Majki jako aktorka dziecięca. Odtwórczynią nowej Majki jest córka artystki, Mel. Obie Majki z 1975 i 2010 roku pojawiają się w pracy artystki równolegle. Praca wideo pokazywana była m.in. na wystawach i pokazach wideo w Polsce, Niemczech, w Wielkiej Brytanii, Włoszech, Szwajcarii, Austrii, Stanach Zjednoczonych, Kolumbii i Brazylii. Epizod Revolutions z projektu Majka z filmu/Majka from the Movie był pokazany na 54 Biennale Sztuki w Wenecji 2011 (wystawa Memory Box/The Last Analog Revolution w ramach prezentacji Rumunii). Praca m.in. w zbiorach Muzeum Narodowego w Warszawie i MAM Museu Arte Moderna Rio de Janeiro.
W 2014 roku artystka stworzyła wideo Podróż do lęku na temat podróży do więzienia w Usolie Perskim w Rosji (obecnie Bierezniki): jednocześnie do uwięzionej artystki z grupy Pussy Riot Maszy Alochiny, i jednocześnie do miejsca, gdzie 150 lat wcześniej zmarł na zesłaniu jej pradziadek Edward Czarnecki, powstaniec styczniowy.
W 2015 odbyła szereg podróży do Brazylii: São Paulo i Rio de Janeiro, w poszukiwaniu zaginionego obrazu autorstwa artystki Marii Anto, na którym była namalowana zanim się urodziła, a podróży i poszukiwania w archiwach BSP w São Paulo zaowocowały powstaniem rzeźb i poetyckiego wideo LOST BUTTERFLY.
W pracach z lat 2016–2019 podejmuje aktualne problemy społeczne, zjawiska mowy nienawiści, body-shamingu, uzależnień SHAME i UNCHAIN, przemocy Cyber-przemoc i przemocy domowej W łożku z M. Śpiąca Niebieska, Czarna jak ja, Czerwona ze wstydu, wideo-performance ROOMS, czy prace z serii Rzeźby antropocenu.
Jest autorką scenariusza performance'u Historia pewnej zdrady. Pokoje, którego premiera sceniczna odbyła się na dużej scenie Teatru TR Warszawa 2022.
Janin współpracowała z licznymi artystkami i pisarkami, w tym z Martą Dzido m.in. przy filmie Siłaczki, oraz z Olgą Tokarczuk, która napisała tekst do jej pierwszego katalogu wydanego w Centrum Sztuki Współczesnej Zamek Ujazdowski w 2000, 
Jest inicjatorką Nagrody Sztuki im. Marii Anto i Elsy von Freytag-Loringhoven – pierwszej w Polsce międzynarodowej nagrody artystycznej w dziedzinie sztuki współczesnej, przyznawanej od 2018 r. przez Fundację Miejsce Sztuki, której Janin jest Prezeską.

## Wystawy
Artystka brała udział m.in. w Biennale w Stambule (jako Zuzanna Baranowska, 1992), Biennale w Sydney (1993), Sonsbeek (1993), Biennale w Liverpoolu (1998), FOKUS ŁÓDŹ Biennale, Łódź (2010), 54th Biennale Sztuki w Wenecji (2011), Alternativa'6 (2016).
Jej prace prezentowane były w wielu wystawach indywidualnych i zbiorowych w kraju i za granicą m.in. w Kunstverein Salzburg (1995), Museum of Contemporary Art w Chicago (1998), Kunsthalle Bern (1998), Galerii Zachęta Warszawa (1995, 2001, 2003–2005), Modernamuset w Sztokholmie (1999), Jeu de Pomme w Paryżu (2000), Ludwig Muzeum w Akwizgranie (1991), Centrum Sztuki Współczesnej w Warszawie (1999–2001, 2005), Izrael Muzeum w Jerozolimie (2004), Hamburgerbanhof w Berlinie (1999, 2005), Kunstmusem Bern (2006), Galeria Foksal (1996, 1998, 2003, 2018), Galerii Manhattan (1995, 2003), galerii lokal_30 w Warszawie (2005, 2006), Centre d’Art Contemporain Casino Luxemburg w Luxemburgu (2007), Muzeum Sztuki w Łodzi (2007), Muzeum Sztuki Nowoczesnej w Warszawie (2007, 2018), Museum on the Seam w Jerozolimie (2008), Kalmar Konstmuseum, w Kalmarze/SE (2008), Museum of Art w Hajfie/IL (2009), LISTE'07 i '09 w Bazylei, Temporary Gallery Cologne (2010), Kunsthalle Wien Project Space, wystawa indywidualna (2010), Kunstverein Medienturm Graz (2010), Centre Pompidou Merz (2011), Morsbroish Museum, Laverkusen (2013), MAM Museu do Arte Moderna Rio de Janeiro (2014), Jubileusz 50-lecia Muzeum Rzeźby w Królikarni Muzeum Narodowe Warszawa (2016), Kolekcja Muzeum Współczesne Wrocław (2016), Jubileusz 50-lecia Galerii Foksal Warszawa (2016), Kolekcja Sammlung Hoffmann Berlin (2016, 2017), Muzeum Sztuki Współczesnje w Warszawie (2018), FRIEZE NY (2017), SALM MODERM National Gallery Prague (2018–2019), Tate Exchange Tate Modern London (2019), Tokyo Photographic Art Museum (2019), Japanese Palace Dresden (2019–2020), FRAC-SUD Marseille (2024), Musee de la Poste, Paris (2024) oraz w wielu innych galeriach w kraju i na świecie.
Brała udział w wystawach akademickich oraz w Artist in Residence: PROGR Galerie Bern / Ecole Cantonale d’Art du Valais, Sierre (2004), Galeria 2.0 / Akademia Sztuk Pięknych Warszawa (2012), ASAB Academia del Arte, Bogota (2015), Artspace / Yale University w New Haven (2015), The Poetry Library in the Southbank Centre & King’s College London (2018). Gościnne wykłady w Hajfa University, Bezalel Academy of Art and Design, Jerozolima, Tel Aviv, Academy of Fine Art Bratislava, Akademia Sztuk Pięknych Warszawa, Akademia Sztuki Pięknych Kraków, studia podyplomowe PAN Warszawa. Była stypendystką m.in. MKiS w Warszawie, KulturKontakt w Wiedniu, ProHelvetia w Zurychu i Pollock-Krasner w Nowym Jorku oraz MKIDN w Warszawie (2009), MKiDN (2020).

## Kolekcje
Jej prace znajdują się w wielu kolekcjach sztuki współczesnej w Polsce i zagranicą, m.in.: Galeria Zachęta, Warszawa; Centrum Sztuki Współczesnej, Warszawa; Muzeum Narodowe w Warszawie; Muzeum Narodowe w Krakowie (ekspozycja stała), Muzeum Narodowe w Szczecinie, Muzeum Narodowe w Poznaniu, Muzeum Współczesne Wrocław; Kolekcje Znaki Czasu Lublin, Białystok, Olsztyn, Katowice; Toruń / CSW Toruń: Muzeum Górnośląskie, Bytom; Kröller-Müller Museum, Oterloo; Museum Morbroich, Leverkusen (GE); Muzeum Sztuki / Centrum Sztuki Saloniki (GR); Hoffmann Sammlung Berlin (GE), La Gaia Collectione, Busca (I), MAM RIO Museu Arte Moderna Rio de Janeiro (BR), La Fabrique, Collection Josée et Marc Gensollen, Marseille (F), NOMUS Gdańsk, Staatliche Kunstsammlungen Dresden, Muzeum Uniwersytetu Warszawskiego, Ursula Blickle Archive / Belvedere, Wien oraz wielu prywatnych kolekcji w kraju i na świecie.
jej rzeźba Pasygrafia SOLARIS III (Hommage a St. Lem) znajduje się w na ekpozycji stałej RZEŻBA XX i XXI WIEKU w  Muzeum Narodowym w Krakowie.

## Nagrody i wyróżnienia
- Nominowana do Paszportu Polityki w 1998 za wystawy w Galerii Foksal (1885 i 1998, kuratorka Joanna Mytkowska)
- Nominowana do Paszportu Polityki w 1999 za wystawę w Centrum Sztuki Współczesnej „Co za piekło, co za raj. c.d.” (1999 kurator Marek Goździewski)
- Nominowana do Paszportu Polityki w 2002 za wystawę w Galerii Zachęta „ILoveYouToo” (2001 kuratorka Karolina Lewandowska)
- Finalistka nagrody Adi Prize for Art 2003 w Jerozolimie (instalacja fotograficzna „Synagogue”)
- Laureatka Nagrody Best Gallery Presentation na ViennAfair 2006 w Wiedniu (projekt i realizacja wystawy „City. Between the Architecture & Catastrophe” wraz z Agnieszką Rayzacher)
- Wyróżnienie za najpiękniejszą książkę roku 2006 (projekt Sztuka polska na okładkach Serii Antropologicznej PIW wraz z Lidią Danko)
- Nominowana do nagrody Art in the City, 2010, Brussels za rzeźbę HOME (Homage to Robert Indiana), 2009–2010
- Laureatka nagrody The Best Artist ArtVilius 2016, Wilno, za prezentację „Volvo 240 Transformed Into 4 Drones” na wystawie Projects/Focus Poland
- Nagrodzona tytułem 50 Śmiałych roku 2018 przez tygodnik Wysokie Obcasy
- TOP 10 shows in Great Britain and Irleand 2022 by FRIEZE, za wystawę "The Baronesse" w Mimosa House London

## Filmografia (aktorka dziecięca)
- 1976: Szaleństwo Majki Skowron – jako Majka Skowron
- 1979: Mysz – jako Ada
- 2017: Siłaczki – jako Natalia Rosińska

## Wideografia (twórczyni dzieł sztuki współczesnej)
Wybrane prace wideo i wideo instalacje:
- „WALKA / FIGHT”, 2001 (digitalizacja 2012)
- „Widziałam swoją śmierć / I’ve Seen My Death”, instalacja wideo składająca się z wideo: „Ceremonie & Zabawy / Funeral & Fun”, „Siedem śmierci / Seven Deaths”, „Roboty Murarskie / Masonry”, „Wywiady i Cytaty / Interviews & Quotations”, 2003
- „Pomiędzy (Matki i Córki)”, 2005; instalacja wideo
- „Pomiędzy (Ojcowie i Synowie)”, 2006–2008; instalacja wideo
- „Tuż przed. Muzeum idealne / Just Before. The Ideal Museum”, 2006 (dla MSN, Warszawa, Muzeum Sztuki Łódź)
- „Majka z filmu / Majka from the Movie”, 2009–2012; 8 epizodów wideo, instalacja wideo
- „Lot. Smoleńsk”, 2012
- „Taniec jako urządzenie mapujące” & „Dom-Pracownia jako urządzenie optyczne / Dom-Pracownia jako urządzenie akustyczne”, 2014 (dyptyk wideo)
- Zuzanna Janin & Kamen Stoyanov „Meeting Halfway. Warszawa-Sofia. Sofia-Warszawa. (47°33′N and 22°19′E)”, 2014 (wideo instalacja, tryptyk wideo)
- „Lost Butterfly”, 2016 (wideo instalacja tryptyk wideo)
- „ROOMS”, 2017 (tryptyk wideo)
- „Sześcian i Małpa”, 2018 (z Józefiną Gocman)
- "telewiZJon-studio ART_TALK_SHOW with Warren Niesluchowski", 2007 (edited 2019)

## Literatura
katalogi wystaw indywidualnych
- Zuzanna Janin, Dom przekształcony w bryły geometryczne / Home Transformed Into Geometric Solids, texts: K. Krysiak, A. Grzemska, conversation: M. Newman with Z.Janin, Galeria Foksal / Foksal Gallery, Warszawa, 2019
- Zuzanna Janin, WALKA / FIGHT, lokal_30 Warszawa, red. Agnieszka Rayzacher, texts: S. Szabłowki, A.Rayzacher, O. Stanisławska, P. Olszewska, A. Rayzacher, wyd. lokal_30 FLS, FMS, Warszawa 2017
- Zuzanna Janin, White She-Raven, book, Galeria Labirynt, Lublin, lokal_30 Warszawa, red. Agnieszka Rayzacher, texts: M. Ujama, A.Bryzgel, A. Rayzacher, interview: M. Czyńska, Lublin 2016
- Zuzanna Janin, Majka z filmu / Majka from the Movie, text M. Gisbourne, K. Wielebska, Galeria Arsenal Poznan, Centrum Sztuki Łaźnia Gdańsk, Temporary Gallery Cologne, 2010
- Zuzanna Janin, Widziałam swoją śmierć / I’ve Seen My Death, text: R. Lewandowski, W. Kuczok, St. Szabłowski, Galeria Foksal, Galeria Entropia Wrocław, Hoffmann Sammlung Berlin, Galeria Foksal Warszawa, 2003
- Zuzanna Janin, FIGHT / ILoveYouToo, texts: St. Szabłowski, A. Wiedemann, H. Sienkiewicz, Galeria Zachęta Warszawa, Galleria Kronika Bytom, Galeria Bunkier Sztuki Kraków, 2001
- Zuzanna Janin, Co za piekło, co za raj, c.d., text: Olga Tokarczuk, one question interviews: M. Goździewski, W. Krukowski, G. Schöllhammer, J. Mytkowska, A. Rottenberg, J. Suchan. A. Prasał, Ł. Gorczyca, T. Bond, S. Eiblmayr, U. Loock, P. Pakesch, Galeria Foksal Warszawa, CSW Warszawa, 2000
- Zuzanna Janin, text: Silvia Eiblmayr, E. van der Heeg, interview: Adam Szymczyk, Salzburg Kunstverein, Salzburg 199

Książki
- Anti-portraiture. Challenging the Limits of the Portrait, text. M. Newman, ed. K. Imber, F. Johnstone, Bloomsbury, London 2020
- Art and the Environment in Britain 1700 to today : Changes, Challenges and Responses Since the Industrial Revolution that Routledge, text: K.Ozga, University of Paris, Paris 2020
- Historia filmu awangardowego, texts: G. Sitek, Ł. Mojsak; ed. Ł. Ronduda, G. Sitek, Fundacja OKONAKINO, MSN Warszawa, ha!art! Kraków, 2020
- A. Grzemska, Matki i córki. Relacje rodzinne i artystyczne w autobiografiach kobiet po 1989 roku, Fundacja na rzecz Nauki Polskiej, Seria: Monografie FNP, Toruń 2020
- Przewodnik kolekcjonera sztuki najnowszej 2, teksty: A. Szyłak, P. Bazylko, Fundacja bęc zmiana, Warszawa 2019
- LOKAL. A History of lokal_30, (texts; i.e. A. Rayzacher, K. Wielebska, P. Olszewska, S. Szabłowski, S. Cichocki), book, Fundation Lokal Sztuki, Warszawa 2015
- POLISH, book on Polish Contemporary Art, (text: Mark Gisbourne on Zuzanna Janin), book, Hatje Cantz; Berlin 2011
- New Phenomena in Polish Art, ed. Borkowski G., Branicka M., Mazur A., CSW Ujazdowski Castel, Warsaw 2007
- J-M. Huitorel, La Beaute du Geste. L’Art Contemporain et le Sport, Editions du Regard, Paris 2005
- Art from Poland, teksty/text: A. Rottenberg, J. Jedlinski, P. Piotrowski, A. Turowski, K. Czerni, Galeria Zachęta, Warszawa, 1997